# Bukowina (Dąbrowica)
Bukowina – przysiółek wsi Dąbrowica w Polsce położony w województwie małopolskim, w powiecie bocheńskim, w gminie Bochnia.
W latach 1975–1998 miejscowość administracyjnie należała do województwa tarnowskiego.